# Hansheinrich von Wolf
Hansheinrich von Wolf (parfois aussi Hans-Heinrich), né le 11 janvier 1873 à Dresde, mort le 4 septembre 1916 lors de la bataille de la Somme, en France, est un noble et officier allemand, qui sert lors de la révolte des Héréros au Sud-Ouest africain allemand et fait ensuite construire le château de Duwisib dans l'actuelle Namibie. Il habite le château avec son épouse Jayta von Wolf, née Humphreys, dans les années qui suivent sa construction et met en valeur les terres environnantes,,,.

## Origine
Hansheinrich von Wolf est issu de la famille renommée de la noblesse saxonne des von Wolf, anoblie en 1790. Les Wolf n'étaient pas barons, en dépit d'une dénomination courante. L'appartenance supposée des Wolf de Saxe à la dynastie germano-balte de Lüdinghausen-Wolff est fausse. Son père était le Generalmajor saxon Ernst Hugo von Wolf.

## Carrière militaire
Wolf intègre en novembre 1890 l'armée de Saxe en tant qu'aspirant et est promu sous-officier en 1891. Il parcourt l'Égypte en 1896, et traverse le Sahara avec une  caravane. Promu sous-lieutenant en 1898, Wolf est affecté un an plus tard à l'institut militaire de Hanovre. Il sert après 1900 dans la section montée du 4e régiment d'artillerie de campagne de Königsbrück, près de Dresde. Appelé la même année à Hanovre comme instructeur d'équitation, il réintègre en 1901 son régiment à Königsbrück, avec le grade de Hauptmann.

## Révolte des Héréros
La révolte des Héréros éclate en 1904 au Sud-Ouest africain allemand, et la troupe coloniale subit tout d'abord de nombreuses défaites, ce qui menace de plus en plus sérieusement les civils allemands sur place. L'empire allemand recrute donc à un rythme croissant des hommes jeunes en vue d'une intervention militaire dans la colonie. Wolf demande à être libéré de l'armée de Saxe pour rejoindre en 1904 la troupe coloniale, inspiré autant par son désir d'aventure que par celui du devoir envers sa patrie,. Il est nommé commandant du 2e groupe de réserve de la troupe coloniale en octobre. Il embarque peu après en compagnie de 24 officiers, 376 hommes et 300 chevaux sur le vapeur Gertrud Woermann,qui l'emmène de Hambourg au Sud-Ouest africain allemand,.
Le Gertrud Woermann connaît des difficultés à l'accostage et aborde la côte environ dix kilomètres au nord de  Swakopmund. Wolf arrive à Swakopmund le 20 novembre 1904, et se rend rapidement à Gibeon puis à Maltahöhe et Gochas, où il prend le commandement du 5e groupe colonial.
En menant une patrouille de 28 hommes le 17 mai 1905, Wolf est surpris à Kowes, dans le district Auob, à 30 kilomètres au sud de Gochas, par les Namas que les Allemands surnomment aussi de façon erronée Hottentots, dirigés par le capitaine Simon Kooper. Lors de ce combat les Namas se révèlent supérieurs tant en nombre qu'en armement à la troupe de Wolf. Très vite, plusieurs officiers et cavaliers tombent. Wolf donne l'ordre de la retraite afin d'éviter une défaite complète,, abandonnant une pièce d'artillerie de campagne et de très nombreuses munitions.
Cette retraite étant jugée précipitée par ses pairs,, Wolf est inquiété mais finalement acquitté de toutes charges et reçoit à nouveau le commandement du 5e groupe colonial,. Deux engagements contre les Namas suivent, le 25 septembre 1905 à Aus et le 13 octobre 1905 à Zwartfontein, au nord de Gochas.

## Retour en Allemagne et mariage
Blessé au combat, Wolf obtient une permission de retour en Allemagne en avril 1906, sur le vapeur Professor Woermann. Il quitte officiellement la troupe coloniale et réintègre son régiment d'origine en octobre.
Ses responsabilités dans le Sud-Ouest africain allemand ont fait de lui une célébrité locale, à Dresde, et ce même si les défaites ont sérieusement mis à mal sa réputation militaire,  Il entretient une relation avec la belle-fille du consul américain en poste dans cette ville, Jayta Humphreys, et l'épouse le 8 avril 1907 à Dresde,,.
Jayta, née en 1881 à Summit, New Jersey est la petite-fille du riche pharmacien new-yorkais Frederick Humphreys, spécialisé en homéopathie,,. Wolf prend d'abord un congé militaire, puis démissionne le 17 avril 1907. Le couple s'embarque deux semaines après les noces sur le bateau de poste Windhuk pour construire une nouvelle vie au Sud-Ouest africain allemand,.

## Émigration au Sud-Ouest africain allemand
Le couple arrivé le 25 mai 1907 à Swakopmund se rend en train à Windhoek et séjourne à l'hôtel Kaiserkrone.
Wolf, qui en dépit de son titre de noblesse n'avait pas de terres, planifie l'achat d'un domaine très étendu dans ce Sud-Ouest africain allemand très peu densément peuplé. Il dépose auprès du gouvernement allemand une demande pour acquérir environ 140 000 hectares, situés dans la partie méridionale de la colonie, mais cette demande exorbitante de la part d'un particulier est d'abord reçue avec scepticisme par le gouvernement. En fin de compte, Wolf est autorisé à acheter 20 000 hectares, au prix de 40 Pfennig par hectare,, et sollicite la permission d'en acquérir 150000 supplémentaires,.

## Château de Duwisib
Les Wolf décident rapidement de construire un château sur leurs terres africaines : l'expérience de la révolte Héréro a convaincu Wolf de la nécessité d'une résidence sûre voire imprenable, et il charge donc l'architecte Wilhelm Sander de cette construction,,. Le château doit s'appeler "château de Duwisib",,,,.
Les portes fortifiées et les ouvertures restreintes du château témoignent de la volonté de l'architecte de le rendre propre à soutenir un long siège,. Outre ses capacités défensives, le château est équipé de tout le confort contemporain, comprenant une cave à vin. La côté à l'ouest étant à 300 km, Windhoek au nord à 400 km, la construction est un défi. Elle est achevée après deux années de chantier – 1907/09 − , pendant lesquelles le couple habite une cabane plutôt primitive en compagnie d'un administrateur, d'un apprenti originaire de Dresde, d'un éleveur de chevaux et d'un serviteur héréro, et surveille l'avancement des travaux,.
Le château de Duwisib est un rectangle de 35 mètres sur 31, avec quatre tourelles aux angles. À l'exception des moellons extraits localement, tous les matériaux nécessaires à sa construction - fer, bois, ciment - ont été importés, transportés par mer de Hambourg à Lüderitz puis par char à bœufs, à travers le désert du Namib, jusqu'au chantier. Des tailleurs de pierre italiens et des charpentiers scandinaves et irlandais sont embauchés. Le nombre d'employés du chantier, principalement des Héréros, ne cesse de croître pendant ces deux années,,,
Fin 1908 les Wolf voyagent brièvement en Allemagne, et appuient à Berlin leur demande d'achat de terrains : sur les 150 000 hectares souhaités, 30 000 leur sont accordés. Ils recherchent et acquièrent aussi en Allemagne du mobilier de grand style, qu'ils expédient par bateau, notamment des meubles achetés lors de la mise aux enchères du  Schloss Gottorf, puis reviennent au château en mars 1909,.
L'agencement et l'ameublement du château montrent un goût marqué pour les meubles anciens: ce sont ainsi une table à pieds de lions de la Renaissance, des coffres anciens, des fauteuils de cuir ornés d'aigles, des gravures à motifs de chevaux, et un portrait à l'huile représentant le Kronprinz Wilhelm qui prennent ainsi le chemin de l'Afrique. Duwisib comprend également une chambre Biedermeier, si bien que l'ensemble du château ressemble plutôt à un cabinet de curiosités.
Le couple se rend aussi aux États-Unis afin de solliciter le capital nécessaire à la construction auprès des relations de Jayta.
Wolf souhaite dès l'origine tirer un profit économique de ses terrains. La demande en chevaux et mulets de la part de la troupe coloniale et de la police lui semble prometteuse, il élève donc ces animaux, qui étaient auparavant systématiquement importés d'Allemagne. L'élevage local s'avère meilleur marché, et surtout plus fiable que le recours à l'importation,, d'autant plus qu'après des années de conflit une grande partie des chevaux et du bétail du Sud-Ouest africain allemand étaient morts d'épuisement ou de soif.
Le cheptel de Wolf se monte ainsi dès 1909 à 95 taureaux Hereford, 18 ânes et mulets, 600 moutons mérinos, 10 cochons et soixante poules. Il comprend également 72 chevaux, dont 38 juments de prix, parmi lesquelles 9 Pur-sang, et cet élevage équin atteint 350 têtes dès 1911. Wolf se montre particulièrement bien inspiré en débutant en 1911 l'élevage de moutons caracul, qui acquièrent ensuite au Sud-Ouest africain allemand une importance économique majeure. Il va jusqu'à importer et élever des chameaux d'Arabie.
Bien que protestant lui-même, Wolf prévoit l'érection d'une église catholique à proximité du château, afin de donner aux employés héréros et leurs familles une éducation religieuse. Il commande donc aux États-Unis un autel, un orgue et des vitraux, qui doivent être livrés de New York au Sud-Ouest africain allemand en passant par Hambourg. Mais la Première Guerre mondiale éclate le 1er août 1914, le jour même où le vapeur Muanza chargé du mobilier pour l'église entre à Lüderitz, et repart donc sans décharger sa cargaison vers l'Amérique du Sud.

## Première guerre mondiale
Ce même jour, les Wolf embarquent à Swakopmund sur le vapeur Gertrud Woermann, qui doit les amener en Grande-Bretagne. Ils ont effet commandé dans un haras anglais une jument Pur-sang, qu'ils souhaitent accompagner lors de son voyage vers l'Afrique. Le 4 août 1914, alors que l'on reçoit sur le vapeur Gertrud Woermann la nouvelle de la déclaration de guerre de la Grande-Bretagne à l'Allemagne, le cap est mis vers Rio de Janeiro au Brésil, afin d'éviter la capture par la  marine britannique,,. Selon d'autres sources, Wolf aurait anticipé le conflit à venir dès avant son voyage, et entrepris de retourner en Europe pour éviter le risque d'être réduit en captivité au moment où sa patrie prendrait les armes,.
À Rio de Janeiro, Wolf est incarcéré un court moment en tant qu'ancien officier allemand, puis libéré. Le couple se rend ensuite à New York, où ils achètent leur passage pour Rotterdam, aux Pays-Bas neutres, avec une étape à Vigo en Espagne,,.
Pour plus de sécurité, avant de traverser les eaux territoriales françaises et britanniques, Wolf met en scène un stratagème laissant croire à son départ du bateau et à sa volonté de rejoindre, depuis l'Espagne, l'Allemagne par la voie terrestre. En réalité, il se cache après Vigo dans une grande malle-cabine. Jayta von Wolf l'avait achetée dans ce but à New York, et l'avait faite enregistrer et déposer dans sa propre cabine.
Le voyage de Vigo à Rotterdam n'était censé durer que deux à trois jours, mais en dépit de protestations véhémentes de l'équipage néerlandais, le Nieuw Amsterdam est subitement stoppé en Manche par la marine britannique et contraint à s'ancrer à Southampton. Alors qu'on l'inspecte à la recherche d'officiers allemands, et qu'on y découvre effectivement deux officiers qui sont arrêtés, Wolf reste en sûreté dans sa cachette. Le Nieuw Amsterdam reste bloqué deux semaines à Southampton, pendant lesquelles Wolf patiente, approvisionné secrètement, notamment en alcool en grandes quantités, par Jayta von Wolf.
La rumeur circule bientôt à bord d'une Américaine qui noierait dans l'alcool l'absence de son mari. Les stewards s'étonnent en effet de l'insatiable appétit et de la consommation d'alcool phénoménale d'une Jayta von Wolf plutôt menue, qui sait tirer parti de la situation pour rester le plus souvent possible dans sa cabine et décourager d'autres soupçons. Lors des perquisitions, elle s'allonge sur son lit et compte sur la courtoisie des officiers du bord.
Alors que le Nieuw Amsterdam atteint Rotterdam avec deux semaines de retard, les Wolf profitent de la cohue des passagers et matelots pour débarquer, séparément, mais sans hâte. Ils se retrouvent dans un hôtel en ville et se rendent deux jours plus tard à Dresde, où Hansheinrich von Wolf se présente immédiatement aux autorités militaires allemandes,,.
Début 1915, Wolf est promu Major de son ancien régiment et affecté en Flandres. Légèrement blessé, il est affecté au front occidental, en France. Pendant la Bataille de la Somme il est blessé mortellement au ventre par un éclat d'obus, et meurt le 4 septembre 1916, à l'âge de 43 ans,,.

## Le château de Duwisib après les Wolf
Lors du départ des Wolf en 1914, Max Graf von Lüttichau, proche ami du couple, gère le domaine en leur nom, mais il fait faillite et le domaine est vendu peu de temps après la fin de la guerre pour 7050 livres sterling à la famille suédoise  Murrmann. Le père meurt peu après son arrivée en Afrique, et le fils unique engagé dans la South African Air Force ne survit pas à la seconde guerre mondiale, Duwisib est ensuite racheté par une entreprise pour 25 000 livres sterling,,.
Le château passe entre différentes mains, jusqu'à son inscription comme monument national en 1979. Les terres sont alors vendues en lots. Le château de Duwisib est aujourd'hui un des plus grands centres d'intérêt touristique de Namibie.

## Divers
Jayta von Wolf, grande admiratrice de Sigmund Freud, est souvent présentée comme étant le moteur du couple, ayant notamment convaincu son époux de retourner en Afrique, sur le lieu même de ses échecs personnels précédents, afin de s'y confronter et de les dépasser,
Le château est pillé pendant la première guerre mondiale, mais les demandes d'indemnisation formulées par Jayta auprès des autorités mandataires sud-africains restent sans effet.
Hansheinrich von Wolf est souvent appelé « l'homme le plus long » dans ses différentes unités militaires, en raison de sa grande taille, 1,98 m Il est souvent décrit comme excentrique, bon buveur, excellent joueur de piano par sa veuve. Il semble qu'il ait eu un penchant pour les jeux de hasard,.
Il s'engage aussi politiquement au Sud-Ouest africain allemand. Il est élu conseiller d'arrondissement et conseiller provincial de Maltahöhe en 1909, remplissant ainsi un rôle consultatif auprès du gouvernement colonial de Windhoek. Il est nommé en 1911 représentant des fermiers du Sud-Ouest africain allemand, chargé des questions du chemin de fer.
Après la mort de son époux, Jayta von Wolf habite à Munich, où son beau-père, consul général, a été nommé. Résidant ensuite au Tegernsee, elle a l'occasion de rencontrer de nombreux diplomates et fait la connaissance de Erich Schlemmer, consul général du Siam, qui devient son mari,,.
À la fin des années 1930, en raison de la montée du national-socialisme en Allemagne, elle déménage en Suisse, à Zurich. Elle retourne aux États-Unis en 1946, et y vit jusqu'à sa mort, en 1963, à Summit, dans le New Jersey. Elle n'est jamais revenue au château de Duwisib,,.
L'élevage équin des Wolf est souvent présenté comme une origine possible, parmi d'autres, des chevaux sauvages du Namib, à environ 200 km au nord-est de Duwisib. Cependant l'élevage perdure sans pertes mentionnées à l'inventaire jusqu'à la fin des années 1930, alors que des chevaux sauvages sont signalés dès les années 1920.